# デカ
デカ（deca, 記号:da）は国際単位系 (SI) および日本の計量法におけるSI接頭語の一つで、基礎となる単位の101（＝10）倍の量であることを示す。decaを用いた単語に、decahedron（十面体）、decade（十年間）、decathlon（十種競技）などがある。
SIの国際文書（英語版）における正式の英語表記は deca であり、これは英国でも日本でも同じである。ただし、アメリカ合衆国においてのみ、例外的に "deka" と綴られる（詳細は「リットル#英語表記」を参照）。
1795年の当初のメートル法で定められた6つの接頭語の一つである。デカは、ギリシャ語で「十」を意味する δέκα (deka) に由来する。当時は、倍量の接頭語はギリシャ語から、分量の接頭語はラテン語から作成することとしていた。そこで、ギリシャ語の単語をフランス語風に変更して作られたのがデカ (deca) である。1960年の第11回国際度量衡総会 (CGPM) でSIが制定される際に正式に承認された。
倍量の接頭語の記号のうちメガ（記号 M、106）以上の記号は大文字であるが、デカ（da）、ヘクト（h）、キロ（k）は小文字である。これは、倍量には大文字を使うという決まりができる前にすでにデカ、ヘクト、キロが定められており、すでに小文字で定着していたためである。デカの記号 da を、Da などと大文字にしてはならない（Da はSI併用単位であるダルトンの単位記号となっている）。また、SI接頭語の中では唯一記号が2文字である。1文字のdはデシに割り当てたためである。
科学的な用途では、キロ、メガ、ギガ、テラそしてミリ、マイクロ、ナノ、ピコなどの、指数が3の倍数であるものを使用することがほとんどであり、デカはまず用いられない。また、それ以外の用途でも、値が小さすぎて接頭語を用いる有用性があまり無いことから、デカ (da) が用いられることは皆無と考えてさしつかえない。例えば2デカメートルではなく20メートルと書かれる。ただし、中央ヨーロッパの一部（オーストリア、ポーランド、チェコ、スロバキア、ハンガリーなど）ではデカグラム (dag) が比較的よく用いられる。これはメートル法以前にドイツ語圏で用いられていた単位である「ロート」に由来する。
デカはアパレル業界において手袋・靴下の10着（1着は左右ペア）の単位として使われることがあり、この場合の単位記号は「X」（ローマ数字の10）である。

## 符号位置
| 記号 | Unicode | JIS X 0213 | 文字参照          | 名称           |
| ---- | ------- | ---------- | ----------------- | -------------- |
| ㍲   | U+3372  | -          | &#x3372; &#13170; | デカ SQUARE DA |